# Skipanes
Skipanes [ˈʃiːpaneːs], és una localitat situada a l'illa d'Eysturoy, a les illes Fèroe. Forma part del municipi de Runavík. L'1 de gener del 2021 tenia 46 habitants.
Està situat a la riba oriental del Skálafjørður, el fiord més llarg de l'arxipèlag. Skipanes, conjuntament amb d'altres localitats d'aquesta riba del fiord, forma una aglomeració urbana important que s'estén 10 km al llarg de la costa, des de Toftir fins al mateix Skipanes.
El poble va ser fundat el 1841. Tot i així la zona té una història més antiga, ja que els vikings van tenir els seus vaixells atracats aquí al segle viii. Tróndur i Gøtu també hi va refugiar les seves naus cap a l'any 1000. D'aquesta època fins a la fundació del poble el segle xix no hi ha notícia de l'existència de cap assentament. Skipanes significa "terra dels vaixells" en feroès.